# Trutholm
Trutholm (finska: Truutholma) är en ö i Finland. Den ligger i Bottenhavet och i kommunen Björneborg i den ekonomiska regionen  Björneborgs ekonomiska region i landskapet Satakunta, i den sydvästra delen av landet. Ön ligger omkring 20 kilometer väster om Björneborg och omkring 240 kilometer nordväst om Helsingfors.
Öns area är 6,8 hektar och dess största längd är 0,7 kilometer i öst-västlig riktning.